# Volta à Polónia de 2020
A 77.ª edição da competição ciclista Volta à Polónia é uma prova de ciclismo de estrada por etapas que decorreu entre 5 a 9 de agosto de 2020 na Polónia. A prova desenvolve-se em cinco dias entre Estádio da Silésia e Cracóvia num percurso total de 911,4 km. É a sétima prova da UCI WorldTour de 2020, o calendário e o mais importante do ciclismo de estrada. O vencedor final foi o belga Remco Evenepoel do Deceuninck-Quick Step. Completaram o pódio, como segundo e terceiro classificado respectivamente, o dinamarquês Jakob Fuglsang do Astana e o britânico Simon Yates do Mitchelton-Scott.

## Apresentação

### Percorrido
O Tour da Polónia dispôs de cinco etapas para um percurso total de 911,4 quilómetros.
| Etapa | Data   | Percurso                                  | type           | Distância (km) | Vencedor         | Líder geral     |
| ----- | ------ | ----------------------------------------- | -------------- | -------------- | ---------------- | --------------- |
| 1     | 5 ago. | Stadion Śląski – Katowice                 | etapa plana    | 195,8          | Fabio Jakobsen   | Fabio Jakobsen  |
| 2     | 6 ago. | Opole – Zabrze                            | etapa plana    | 151,5          | Mads Pedersen    | Mads Pedersen   |
| 3     | 7 ago. | Wadowice – Bielsko-Biała                  | média montanha | 203,1          | Richard Carapaz  | Richard Carapaz |
| 4     | 8 ago. | Bukowina Tatrzańska – Bukowina Tatrzańska | alta montanha  | 173            | Remco Evenepoel  | Remco Evenepoel |
| 5     | 9 ago. | Zakopane – Cracóvia                       | média montanha | 188            | Davide Ballerini | Remco Evenepoel |

## Equipas participantes
Tomaram parte na carreira 22 equipas: 19 de categoria UCI WorldTeam, 2 de categoria UCI ProTeam e a selecção nacional de Polónia, formando assim um pelotão de 154 ciclistas dos que acabaram 138. As equipas participantes foram:
| Equipes WorldTeam (19)- AG2R La Mondiale - Trek-Segafredo - Cofidis - Mitchelton-Scott - Jumbo-Visma - Lotto Soudal - Bora-Hansgrohe - Astana - Bahrain McLaren - CCC Team - Deceuninck-Quick Step - EF Pro Cycling - Groupama-FDJ - Israel Start-Up Nation - Movistar Team - NTT Pro Cycling - Ineos - Team Sunweb - UAE Team Emirates Equipes ProTeam (3)- Team Novo Nordisk - Circus-Wanty Gobert - Gazprom-RusVelo Equipe nacional- Polónia |
| |

## Etapas
Esta Volta da Polónia comporta cinco etapas para um total de 911,4 quilómetros a percorrer.
| Etapa | Data   | Percurso                                  | type           | Distância (km) | Vencedor         | Líder geral     |
| ----- | ------ | ----------------------------------------- | -------------- | -------------- | ---------------- | --------------- |
| 1     | 5 ago. | Stadion Śląski – Katowice                 | etapa plana    | 195,8          | Fabio Jakobsen   | Fabio Jakobsen  |
| 2     | 6 ago. | Opole – Zabrze                            | etapa plana    | 151,5          | Mads Pedersen    | Mads Pedersen   |
| 3     | 7 ago. | Wadowice – Bielsko-Biała                  | média montanha | 203,1          | Richard Carapaz  | Richard Carapaz |
| 4     | 8 ago. | Bukowina Tatrzańska – Bukowina Tatrzańska | alta montanha  | 173            | Remco Evenepoel  | Remco Evenepoel |
| 5     | 9 ago. | Zakopane – Cracóvia                       | média montanha | 188            | Davide Ballerini | Remco Evenepoel |

## Desenvolvimento da carreira

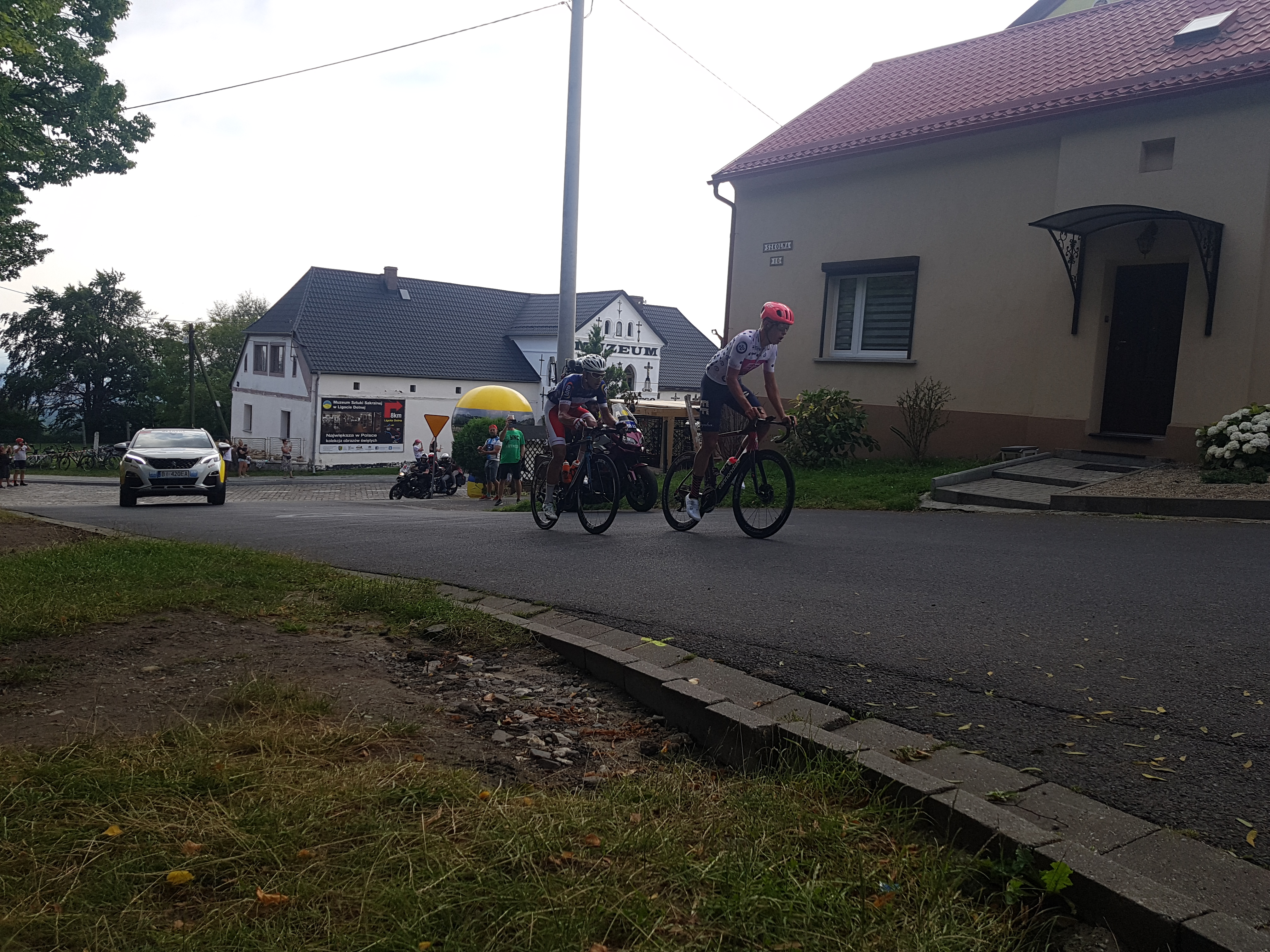
Tour da Polônia (2020), etapa II, Monte de Santa Ana.

### 1.ª etapa
A etapa está marcada por uma impressionnante queda à chegada. O Neerlandés Dylan Groenewegen então em cabeça causou ao seu compatriota Fabio Jakobsen um choque nas barreiras enquanto este o perseguia na direita. Outros corredores também cairam. Fabio Jakobsen mais tarde foi finalmente declarado vencedor na continuação da desclassificação de Dylan Groenewegen, mas sofre feridas muito sérias. O seu prognóstico vital é muito sério, recordando a dolorosa lembrança do óbito de Bjorg Lambrecht há um ano faz neste dia na mesma prova.
| Stadion Śląski - Katowice | etapa plana | (195,8 km) |

| \| Classificação por etapas \| Classificação por etapas \| Classificação por etapas \| Classificação por etapas \| Classificação por etapas \| \| Ciclista \| Ciclista \| Equipe \| Tempo \| \| \| ------------------------ \| ------------------------ \| ------------------------ \| ------------------------ \| ------------------------ \| \| 1. \| Fabio Jakobsen \| Deceuninck-Quick Step \| 4h31m50s \| \| \| 2. \| Marc Sarreau \| Groupama-FDJ \| + 0s \| \| \| 3. \| Luka Mezgec \| Mitchelton-Scott \| + 0s \| \| \| 4. \| Jasper Philipsen \| UAE Team Emirates \| + 0s \| \| \| 5. \| Ryan Gibbons \| NTT Pro Cycling \| + 0s \| \| \| 6. \| Szymon Sajnok \| CCC Team \| + 0s \| \| \| 7. \| Damien Touzé \| Cofidis \| + 0s \| \| \| 8. \| Roger Kluge \| Lotto-Soudal \| + 0s \| \| \| 9. \| Moreno Hofland \| EF Pro Cycling \| + 0s \| \| \| 10. \| Edward Theuns \| Trek-Segafredo \| + 0s \| \| |                  |                       |          |
| |                  |                       |          |
| Fonte: ProCyclingStats |                  |                       |          |
| Classificação por etapas |                  |                       |          |
| Ciclista | Ciclista         | Equipe                | Tempo    |
| 1. | Fabio Jakobsen   | Deceuninck-Quick Step | 4h31m50s |
| 2. | Marc Sarreau     | Groupama-FDJ          | + 0s     |
| 3. | Luka Mezgec      | Mitchelton-Scott      | + 0s     |
| 4. | Jasper Philipsen | UAE Team Emirates     | + 0s     |
| 5. | Ryan Gibbons     | NTT Pro Cycling       | + 0s     |
| 6. | Szymon Sajnok    | CCC Team              | + 0s     |
| 7. | Damien Touzé     | Cofidis               | + 0s     |
| 8. | Roger Kluge      | Lotto-Soudal          | + 0s     |
| 9. | Moreno Hofland   | EF Pro Cycling        | + 0s     |
| 10. | Edward Theuns    | Trek-Segafredo        | + 0s     |

| \| Classificação geral \| Classificação geral \| Classificação geral \| Classificação geral \| Classificação geral \| \| Ciclista \| Ciclista \| Equipe \| Tempo \| \| \| ------------------- \| ------------------- \| --------------------- \| ------------------- \| ------------------- \| \| 1. \| Fabio Jakobsen \| Deceuninck-Quick Step \| 4h31m40s \| \| \| 2. \| Marc Sarreau \| Groupama-FDJ \| + 4s \| \| \| 3. \| Kamil Małecki \| CCC Team \| + 4s \| \| \| 4. \| Luka Mezgec \| Mitchelton-Scott \| + 6s \| \| \| 5. \| Jasper Philipsen \| UAE Team Emirates \| + 10s \| \| \| 6. \| Ryan Gibbons \| NTT Pro Cycling \| + 10s \| \| \| 7. \| Szymon Sajnok \| CCC Team \| + 10s \| \| \| 8. \| Damien Touzé \| Cofidis \| + 10s \| \| \| 9. \| Roger Kluge \| Lotto-Soudal \| + 10s \| \| \| 10. \| Moreno Hofland \| EF Pro Cycling \| + 10s \| \| |                  |                       |          |
| |                  |                       |          |
| Fonte: ProCyclingStats |                  |                       |          |
| Classificação geral |                  |                       |          |
| Ciclista | Ciclista         | Equipe                | Tempo    |
| 1. | Fabio Jakobsen   | Deceuninck-Quick Step | 4h31m40s |
| 2. | Marc Sarreau     | Groupama-FDJ          | + 4s     |
| 3. | Kamil Małecki    | CCC Team              | + 4s     |
| 4. | Luka Mezgec      | Mitchelton-Scott      | + 6s     |
| 5. | Jasper Philipsen | UAE Team Emirates     | + 10s    |
| 6. | Ryan Gibbons     | NTT Pro Cycling       | + 10s    |
| 7. | Szymon Sajnok    | CCC Team              | + 10s    |
| 8. | Damien Touzé     | Cofidis               | + 10s    |
| 9. | Roger Kluge      | Lotto-Soudal          | + 10s    |
| 10. | Moreno Hofland   | EF Pro Cycling        | + 10s    |

### 2.ª etapa
| Opole - Zabrze | etapa plana | (151,5 km) |

| \| Classificação por etapas \| Classificação por etapas \| Classificação por etapas \| Classificação por etapas \| Classificação por etapas \| \| Ciclista \| Ciclista \| Equipe \| Tempo \| \| \| ------------------------ \| ------------------------ \| ------------------------ \| ------------------------ \| ------------------------ \| \| 1. \| Mads Pedersen \| Trek-Segafredo \| 3h26m02s \| \| \| 2. \| Pascal Ackermann \| Bora-Hansgrohe \| + 0s \| \| \| 3. \| Davide Ballerini \| Deceuninck-Quick Step \| + 0s \| \| \| 4. \| Rudy Barbier \| Israel Start-Up Nation \| + 0s \| \| \| 5. \| Alberto Dainese \| Team Sunweb \| + 0s \| \| \| 6. \| Albert Torres \| Movistar Team \| + 0s \| \| \| 7. \| Szymon Sajnok \| CCC Team \| + 0s \| \| \| 8. \| Jasper Philipsen \| UAE Team Emirates \| + 0s \| \| \| 9. \| Piet Allegaert \| Cofidis \| + 0s \| \| \| 10. \| Jürgen Roelandts \| Movistar Team \| + 0s \| \| |                  |                        |          |
| |                  |                        |          |
| Fonte: ProCyclingStats |                  |                        |          |
| Classificação por etapas |                  |                        |          |
| Ciclista | Ciclista         | Equipe                 | Tempo    |
| 1. | Mads Pedersen    | Trek-Segafredo         | 3h26m02s |
| 2. | Pascal Ackermann | Bora-Hansgrohe         | + 0s     |
| 3. | Davide Ballerini | Deceuninck-Quick Step  | + 0s     |
| 4. | Rudy Barbier     | Israel Start-Up Nation | + 0s     |
| 5. | Alberto Dainese  | Team Sunweb            | + 0s     |
| 6. | Albert Torres    | Movistar Team          | + 0s     |
| 7. | Szymon Sajnok    | CCC Team               | + 0s     |
| 8. | Jasper Philipsen | UAE Team Emirates      | + 0s     |
| 9. | Piet Allegaert   | Cofidis                | + 0s     |
| 10. | Jürgen Roelandts | Movistar Team          | + 0s     |

| \| Classificação geral \| Classificação geral \| Classificação geral \| Classificação geral \| Classificação geral \| \| Ciclista \| Ciclista \| Equipe \| Tempo \| \| \| ------------------- \| ------------------- \| --------------------- \| ------------------- \| ------------------- \| \| 1. \| Mads Pedersen \| Trek-Segafredo \| 7h57m42s \| \| \| 2. \| Pascal Ackermann \| Bora-Hansgrohe \| + 4s \| \| \| 3. \| Kamil Małecki \| CCC Team \| + 4s \| \| \| 4. \| Luka Mezgec \| Mitchelton-Scott \| + 6s \| \| \| 5. \| Davide Ballerini \| Deceuninck-Quick Step \| + 6s \| \| \| 6. \| Wout Poels \| Bahrain McLaren \| + 9s \| \| \| 7. \| Jasper Philipsen \| UAE Team Emirates \| + 10s \| \| \| 8. \| Szymon Sajnok \| CCC Team \| + 10s \| \| \| 9. \| Alberto Dainese \| Team Sunweb \| + 10s \| \| \| 10. \| Mark Cavendish \| Bahrain McLaren \| + 10s \| \| |                  |                       |          |
| |                  |                       |          |
| Fonte: ProCyclingStats |                  |                       |          |
| Classificação geral |                  |                       |          |
| Ciclista | Ciclista         | Equipe                | Tempo    |
| 1. | Mads Pedersen    | Trek-Segafredo        | 7h57m42s |
| 2. | Pascal Ackermann | Bora-Hansgrohe        | + 4s     |
| 3. | Kamil Małecki    | CCC Team              | + 4s     |
| 4. | Luka Mezgec      | Mitchelton-Scott      | + 6s     |
| 5. | Davide Ballerini | Deceuninck-Quick Step | + 6s     |
| 6. | Wout Poels       | Bahrain McLaren       | + 9s     |
| 7. | Jasper Philipsen | UAE Team Emirates     | + 10s    |
| 8. | Szymon Sajnok    | CCC Team              | + 10s    |
| 9. | Alberto Dainese  | Team Sunweb           | + 10s    |
| 10. | Mark Cavendish   | Bahrain McLaren       | + 10s    |

### 3.ª etapa
| Wadowice - Bielsko-Biała | média montanha | (203,1 km) |

| \| Classificação por etapas \| Classificação por etapas \| Classificação por etapas \| Classificação por etapas \| Classificação por etapas \| \| Ciclista \| Ciclista \| Equipe \| Tempo \| \| \| ------------------------ \| ------------------------ \| ------------------------ \| ------------------------ \| ------------------------ \| \| 1. \| Richard Carapaz \| Team Ineos \| 5h04m54s \| \| \| 2. \| Diego Ulissi \| UAE Team Emirates \| + 0s \| \| \| 3. \| Rudy Molard \| Groupama-FDJ \| + 0s \| \| \| 4. \| Jakob Fuglsang \| Astana \| + 0s \| \| \| 5. \| Wilco Kelderman \| Team Sunweb \| + 0s \| \| \| 6. \| Luka Mezgec \| Mitchelton-Scott \| + 0s \| \| \| 7. \| Jasper Stuyven \| Trek-Segafredo \| + 0s \| \| \| 8. \| Ryan Gibbons \| NTT Pro Cycling \| + 0s \| \| \| 9. \| Tim Wellens \| Lotto-Soudal \| + 0s \| \| \| 10. \| Rafał Majka \| Bora-Hansgrohe \| + 0s \| \| |                 |                   |          |
| |                 |                   |          |
| Fonte: ProCyclingStats |                 |                   |          |
| Classificação por etapas |                 |                   |          |
| Ciclista | Ciclista        | Equipe            | Tempo    |
| 1. | Richard Carapaz | Team Ineos        | 5h04m54s |
| 2. | Diego Ulissi    | UAE Team Emirates | + 0s     |
| 3. | Rudy Molard     | Groupama-FDJ      | + 0s     |
| 4. | Jakob Fuglsang  | Astana            | + 0s     |
| 5. | Wilco Kelderman | Team Sunweb       | + 0s     |
| 6. | Luka Mezgec     | Mitchelton-Scott  | + 0s     |
| 7. | Jasper Stuyven  | Trek-Segafredo    | + 0s     |
| 8. | Ryan Gibbons    | NTT Pro Cycling   | + 0s     |
| 9. | Tim Wellens     | Lotto-Soudal      | + 0s     |
| 10. | Rafał Majka     | Bora-Hansgrohe    | + 0s     |

| \| Classificação geral \| Classificação geral \| Classificação geral \| Classificação geral \| Classificação geral \| \| Ciclista \| Ciclista \| Equipe \| Tempo \| \| \| ------------------- \| ------------------- \| ------------------- \| ------------------- \| ------------------- \| \| 1. \| Richard Carapaz \| Team Ineos \| 13h02m36s \| \| \| 2. \| Diego Ulissi \| UAE Team Emirates \| + 4s \| \| \| 3. \| Kamil Małecki \| CCC Team \| + 4s \| \| \| 4. \| Luka Mezgec \| Mitchelton-Scott \| + 6s \| \| \| 5. \| Rudy Molard \| Groupama-FDJ \| + 6s \| \| \| 6. \| Ryan Gibbons \| NTT Pro Cycling \| + 10s \| \| \| 7. \| Rui Costa \| UAE Team Emirates \| + 10s \| \| \| 8. \| Rafał Majka \| Bora-Hansgrohe \| + 10s \| \| \| 9. \| Neilson Powless \| EF Pro Cycling \| + 10s \| \| \| 10. \| Edward Dunbar \| Team Ineos \| + 10s \| \| |                 |                   |           |
| |                 |                   |           |
| Fonte: ProCyclingStats |                 |                   |           |
| Classificação geral |                 |                   |           |
| Ciclista | Ciclista        | Equipe            | Tempo     |
| 1. | Richard Carapaz | Team Ineos        | 13h02m36s |
| 2. | Diego Ulissi    | UAE Team Emirates | + 4s      |
| 3. | Kamil Małecki   | CCC Team          | + 4s      |
| 4. | Luka Mezgec     | Mitchelton-Scott  | + 6s      |
| 5. | Rudy Molard     | Groupama-FDJ      | + 6s      |
| 6. | Ryan Gibbons    | NTT Pro Cycling   | + 10s     |
| 7. | Rui Costa       | UAE Team Emirates | + 10s     |
| 8. | Rafał Majka     | Bora-Hansgrohe    | + 10s     |
| 9. | Neilson Powless | EF Pro Cycling    | + 10s     |
| 10. | Edward Dunbar   | Team Ineos        | + 10s     |

### 4.ª etapa
| Bukowina Tatrzańska - Bukowina Tatrzańska | alta montanha | (173 km) |

| \| Classificação por etapas \| Classificação por etapas \| Classificação por etapas \| Classificação por etapas \| Classificação por etapas \| \| Ciclista \| Ciclista \| Equipe \| Tempo \| \| \| ------------------------ \| ------------------------ \| ------------------------ \| ------------------------ \| ------------------------ \| \| 1. \| Remco Evenepoel \| Deceuninck-Quick Step \| 3h55m52s \| \| \| 2. \| Jakob Fuglsang \| Astana \| + 1m48s \| \| \| 3. \| Simon Yates \| Mitchelton-Scott \| + 2m22s \| \| \| 4. \| Rafał Majka \| Bora-Hansgrohe \| + 2m22s \| \| \| 5. \| Diego Ulissi \| UAE Team Emirates \| + 3m05s \| \| \| 6. \| Wilco Kelderman \| Team Sunweb \| + 3m05s \| \| \| 7. \| Kamil Małecki \| CCC Team \| + 3m08s \| \| \| 8. \| Mikel Nieve \| Mitchelton-Scott \| + 3m08s \| \| \| 9. \| Jonas Vingegaard \| Jumbo-Visma \| + 3m08s \| \| \| 10. \| Maximilian Schachmann \| Bora-Hansgrohe \| + 3m09s \| \| |                       |                       |          |
| |                       |                       |          |
| Fonte: ProCyclingStats |                       |                       |          |
| Classificação por etapas |                       |                       |          |
| Ciclista | Ciclista              | Equipe                | Tempo    |
| 1. | Remco Evenepoel       | Deceuninck-Quick Step | 3h55m52s |
| 2. | Jakob Fuglsang        | Astana                | + 1m48s  |
| 3. | Simon Yates           | Mitchelton-Scott      | + 2m22s  |
| 4. | Rafał Majka           | Bora-Hansgrohe        | + 2m22s  |
| 5. | Diego Ulissi          | UAE Team Emirates     | + 3m05s  |
| 6. | Wilco Kelderman       | Team Sunweb           | + 3m05s  |
| 7. | Kamil Małecki         | CCC Team              | + 3m08s  |
| 8. | Mikel Nieve           | Mitchelton-Scott      | + 3m08s  |
| 9. | Jonas Vingegaard      | Jumbo-Visma           | + 3m08s  |
| 10. | Maximilian Schachmann | Bora-Hansgrohe        | + 3m09s  |

| \| Classificação geral \| Classificação geral \| Classificação geral \| Classificação geral \| Classificação geral \| \| Ciclista \| Ciclista \| Equipe \| Tempo \| \| \| ------------------- \| ------------------- \| --------------------- \| ------------------- \| ------------------- \| \| 1. \| Remco Evenepoel \| Deceuninck-Quick Step \| 16h58m28s \| \| \| 2. \| Jakob Fuglsang \| Astana \| + 1m52s \| \| \| 3. \| Simon Yates \| Mitchelton-Scott \| + 2m28s \| \| \| 4. \| Rafał Majka \| Bora-Hansgrohe \| + 2m32s \| \| \| 5. \| Diego Ulissi \| UAE Team Emirates \| + 3m09s \| \| \| 6. \| Kamil Małecki \| CCC Team \| + 3m12s \| \| \| 7. \| Wilco Kelderman \| Team Sunweb \| + 3m15s \| \| \| 8. \| Jonas Vingegaard \| Jumbo-Visma \| + 3m18s \| \| \| 9. \| Mikel Nieve \| Mitchelton-Scott \| + 3m18s \| \| \| 10. \| Rui Costa \| UAE Team Emirates \| + 3m19s \| \| |                  |                       |           |
| |                  |                       |           |
| Fonte: ProCyclingStats |                  |                       |           |
| Classificação geral |                  |                       |           |
| Ciclista | Ciclista         | Equipe                | Tempo     |
| 1. | Remco Evenepoel  | Deceuninck-Quick Step | 16h58m28s |
| 2. | Jakob Fuglsang   | Astana                | + 1m52s   |
| 3. | Simon Yates      | Mitchelton-Scott      | + 2m28s   |
| 4. | Rafał Majka      | Bora-Hansgrohe        | + 2m32s   |
| 5. | Diego Ulissi     | UAE Team Emirates     | + 3m09s   |
| 6. | Kamil Małecki    | CCC Team              | + 3m12s   |
| 7. | Wilco Kelderman  | Team Sunweb           | + 3m15s   |
| 8. | Jonas Vingegaard | Jumbo-Visma           | + 3m18s   |
| 9. | Mikel Nieve      | Mitchelton-Scott      | + 3m18s   |
| 10. | Rui Costa        | UAE Team Emirates     | + 3m19s   |

### 5.ª etapa
| Zakopane - Cracóvia | média montanha | (188 km) |

| \| Classificação por etapas \| Classificação por etapas \| Classificação por etapas \| Classificação por etapas \| Classificação por etapas \| \| Ciclista \| Ciclista \| Equipe \| Tempo \| \| \| ------------------------ \| ------------------------ \| ------------------------ \| ------------------------ \| ------------------------ \| \| 1. \| Davide Ballerini \| Deceuninck-Quick Step \| 4h31m22s \| \| \| 2. \| Pascal Ackermann \| Bora-Hansgrohe \| + 0s \| \| \| 3. \| Alberto Dainese \| Team Sunweb \| + 0s \| \| \| 4. \| Ryan Gibbons \| NTT Pro Cycling \| + 0s \| \| \| 5. \| Jasper Philipsen \| UAE Team Emirates \| + 0s \| \| \| 6. \| Rudy Barbier \| Israel Start-Up Nation \| + 0s \| \| \| 7. \| Juan Sebastián Molano \| UAE Team Emirates \| + 0s \| \| \| 8. \| Phil Bauhaus \| Bahrain McLaren \| + 0s \| \| \| 9. \| Szymon Sajnok \| CCC Team \| + 0s \| \| \| 10. \| Albert Torres \| Movistar Team \| + 0s \| \| |                       |                        |          |
| |                       |                        |          |
| Fonte: ProCyclingStats |                       |                        |          |
| Classificação por etapas |                       |                        |          |
| Ciclista | Ciclista              | Equipe                 | Tempo    |
| 1. | Davide Ballerini      | Deceuninck-Quick Step  | 4h31m22s |
| 2. | Pascal Ackermann      | Bora-Hansgrohe         | + 0s     |
| 3. | Alberto Dainese       | Team Sunweb            | + 0s     |
| 4. | Ryan Gibbons          | NTT Pro Cycling        | + 0s     |
| 5. | Jasper Philipsen      | UAE Team Emirates      | + 0s     |
| 6. | Rudy Barbier          | Israel Start-Up Nation | + 0s     |
| 7. | Juan Sebastián Molano | UAE Team Emirates      | + 0s     |
| 8. | Phil Bauhaus          | Bahrain McLaren        | + 0s     |
| 9. | Szymon Sajnok         | CCC Team               | + 0s     |
| 10. | Albert Torres         | Movistar Team          | + 0s     |

## Classificações finais
- As classificações finalizaram da seguinte forma:[3]

### Classificação geral
| \| Classificação geral \| Classificação geral \| Classificação geral \| Classificação geral \| Classificação geral \| \| Ciclista \| Ciclista \| Equipe \| Tempo \| \| \| ------------------- \| ------------------- \| --------------------- \| ------------------- \| ------------------- \| \| 1. \| Remco Evenepoel \| Deceuninck-Quick Step \| 21h29m50s \| \| \| 2. \| Jakob Fuglsang \| Astana \| + 1m52s \| \| \| 3. \| Simon Yates \| Mitchelton-Scott \| + 2m28s \| \| \| 4. \| Rafał Majka \| Bora-Hansgrohe \| + 2m32s \| \| \| 5. \| Diego Ulissi \| UAE Team Emirates \| + 3m09s \| \| \| 6. \| Kamil Małecki \| CCC Team \| + 3m12s \| \| \| 7. \| Wilco Kelderman \| Team Sunweb \| + 3m15s \| \| \| 8. \| Jonas Vingegaard \| Jumbo-Visma \| + 3m18s \| \| \| 9. \| Mikel Nieve \| Mitchelton-Scott \| + 3m18s \| \| \| 10. \| Rui Costa \| UAE Team Emirates \| + 3m19s \| \| |                  |                       |           |
| |                  |                       |           |
| Fonte: ProCyclingStats |                  |                       |           |
| Classificação geral |                  |                       |           |
| Ciclista | Ciclista         | Equipe                | Tempo     |
| 1. | Remco Evenepoel  | Deceuninck-Quick Step | 21h29m50s |
| 2. | Jakob Fuglsang   | Astana                | + 1m52s   |
| 3. | Simon Yates      | Mitchelton-Scott      | + 2m28s   |
| 4. | Rafał Majka      | Bora-Hansgrohe        | + 2m32s   |
| 5. | Diego Ulissi     | UAE Team Emirates     | + 3m09s   |
| 6. | Kamil Małecki    | CCC Team              | + 3m12s   |
| 7. | Wilco Kelderman  | Team Sunweb           | + 3m15s   |
| 8. | Jonas Vingegaard | Jumbo-Visma           | + 3m18s   |
| 9. | Mikel Nieve      | Mitchelton-Scott      | + 3m18s   |
| 10. | Rui Costa        | UAE Team Emirates     | + 3m19s   |

### Classificação por pontos
| Classificação por pontos | Classificação por pontos | Classificação por pontos | Classificação por pontos | Classificação por pontos |
| Ciclista                 | Ciclista                 | Equipe                   | Pontos                   |                          |
| ------------------------ | ------------------------ | ------------------------ | ------------------------ | ------------------------ |
| 1.                       | Luka Mezgec              | Mitchelton-Scott         | 48 pts                   |                          |
| 2.                       | Jasper Philipsen         | UAE Team Emirates        | 46 pts                   |                          |
| 3.                       | Ryan Gibbons             | NTT Pro Cycling          | 46 pts                   |                          |
| 4.                       | Diego Ulissi             | UAE Team Emirates        | 45 pts                   |                          |
| 5.                       | Pascal Ackermann         | Bora-Hansgrohe           | 44 pts                   |                          |
| 6.                       | Szymon Sajnok            | CCC Team                 | 41 pts                   |                          |
| 7.                       | Davide Ballerini         | Deceuninck-Quick Step    | 38 pts                   |                          |
| 8.                       | Alberto Dainese          | Team Sunweb              | 37 pts                   |                          |
| 9.                       | Jakob Fuglsang           | Astana                   | 36 pts                   |                          |
| 10.                      | Rudy Barbier             | Israel Start-Up Nation   | 32 pts                   |                          |

### Classificação da montanha
| Classificação da montanha | Classificação da montanha | Classificação da montanha | Classificação da montanha | Classificação da montanha |
| Ciclista                  | Ciclista                  | Equipe                    | Pontos                    |                           |
| ------------------------- | ------------------------- | ------------------------- | ------------------------- | ------------------------- |
| 1.                        | Patryk Stosz              | Polónia                   | 64 pts                    |                           |
| 2.                        | Kamil Gradek              | CCC Team                  | 42 pts                    |                           |
| 3.                        | Nathan Haas               | Cofidis                   | 36 pts                    |                           |
| 4.                        | Remco Evenepoel           | Deceuninck-Quick Step     | 35 pts                    |                           |
| 5.                        | Taco van der Hoorn        | Jumbo-Visma               | 28 pts                    |                           |
| 6.                        | Chris Harper              | Jumbo-Visma               | 22 pts                    |                           |
| 7.                        | James Whelan              | EF Pro Cycling            | 22 pts                    |                           |
| 8.                        | Kamil Małecki             | CCC Team                  | 19 pts                    |                           |
| 9.                        | Jakob Fuglsang            | Astana                    | 17 pts                    |                           |
| 10.                       | Przemysław Kasperkiewicz  | Polónia                   | 15 pts                    |                           |

### Classificação da combatividade
| Classificação da combatividade | Classificação da combatividade | Classificação da combatividade | Classificação da combatividade | Classificação da combatividade |
| Ciclista                       | Ciclista                       | Equipe                         | Pontos                         |                                |
| ------------------------------ | ------------------------------ | ------------------------------ | ------------------------------ | ------------------------------ |
| 1.                             | Maciej Paterski                | Polónia                        | 15 pts                         |                                |
| 2.                             | Kamil Małecki                  | CCC Team                       | 6 pts                          |                                |
| 3.                             | Taco van der Hoorn             | Jumbo-Visma                    | 4 pts                          |                                |
| 4.                             | Kamil Gradek                   | CCC Team                       | 4 pts                          |                                |
| 5.                             | Patryk Stosz                   | Polónia                        | 4 pts                          |                                |
| 6.                             | Geoffrey Bouchard              | AG2R La Mondiale               | 3 pts                          |                                |
| 7.                             | Hugo Houle                     | Astana                         | 2 pts                          |                                |
| 8.                             | James Whelan                   | EF Pro Cycling                 | 1 pt                           |                                |
| 9.                             | Wout Poels                     | Bahrain McLaren                | 1 pt                           |                                |
| 10.                            | Nils Eekhoff                   | Team Sunweb                    | 1 pt                           |                                |

### Classificação por equipas
| Classificação por equipes | Classificação por equipes | Classificação por equipes | Classificação por equipes |
| Equipe                    | Equipe                    | Tempo                     |                           |
| ------------------------- | ------------------------- | ------------------------- | ------------------------- |
| 1.                        | Mitchelton-Scott          | 64h38m39s                 |                           |
| 2.                        | Bora-Hansgrohe            | + 1s                      |                           |
| 3.                        | Team Sunweb               | + 1m40s                   |                           |
| 4.                        | Astana                    | + 8m01s                   |                           |
| 5.                        | CCC Team                  | + 11m26s                  |                           |
| 6.                        | UAE Team Emirates         | + 13m49s                  |                           |
| 7.                        | Jumbo-Visma               | + 14m26s                  |                           |
| 8.                        | Groupama-FDJ              | + 14m53s                  |                           |
| 9.                        | Ineos                     | + 15m07s                  |                           |
| 10.                       | Cofidis                   | + 16m17s                  |                           |

## Evolução das classificações
| Etapa                 | Vencedor              | Classificação geral | Classificação por pontos | Classificação da montanha | Classificação da combatividad | Classificação por equipas |
| --------------------- | --------------------- | ------------------- | ------------------------ | ------------------------- | ----------------------------- | ------------------------- |
| 1.ª                   | Fabio Jakobsen        | Fabio Jakobsen      | Fabio Jakobsen           | Kamil Małecki             | Maciej Paterski               | UAE Emirates              |
| 2.ª                   | Mads Pedersen         | Mads Pedersen       | Jasper Philipsen         | Julius van den Berg       | Maciej Paterski               | UAE Emirates              |
| 3.ª                   | Richard Carapaz       | Richard Carapaz     | Luka Mezgec              | Kamil Gradek              | Maciej Paterski               | Bora-Hansgrohe            |
| 4.ª                   | Remco Evenepoel       | Remco Evenepoel     | Diego Ulissi             | Patryk Stosz              | Maciej Paterski               | Mitchelton-Scott          |
| 5.ª                   | Davide Ballerini      | Remco Evenepoel     | Luka Mezgec              | Patryk Stosz              | Maciej Paterski               | Mitchelton-Scott          |
| Classificações finais | Classificações finais | Remco Evenepoel     | Luka Mezgec              | Patryk Stosz              | Maciej Paterski               | Mitchelton-Scott          |

## Ciclistas participantes e posições finais
| Team Ineos INS | Team Ineos INS        | Team Ineos INS |
| -------------- | --------------------- | -------------- |
| Num            | Ciclista              | Pos            |
| 1              | Richard Carapaz (ECU) | NP-5           |
| 2              | Rohan Dennis (AUS)    | 78.            |
| 3              | Owain Doull (GBR)     | 47.            |
| 4              | Edward Dunbar (IRL)   | 26.            |
| 5              | Michał Gołaś (POL)    | 76.            |
| 6              | Luke Rowe (GBR)       | 63.            |
| 7              | Ian Stannard (GBR)    | DNF-4          |

| AG2R La Mondiale ALM | AG2R La Mondiale ALM    | AG2R La Mondiale ALM |
| -------------------- | ----------------------- | -------------------- |
| Num                  | Ciclista                | Pos                  |
| 11                   | Geoffrey Bouchard (FRA) | 36.                  |
| 12                   | Axel Domont (FRA)       | 69.                  |
| 13                   | Ben Gastauer (LUX)      | 38.                  |
| 14                   | Dorian Godon (FRA)      | 73.                  |
| 15                   | Alexis Gougeard (FRA)   | 66.                  |
| 16                   | Quentin Jauregui (FRA)  | DNF-3                |
| 17                   | Harry Tanfield (GBR)    | 134.                 |

| Astana AST | Astana AST              | Astana AST |
| ---------- | ----------------------- | ---------- |
| Num        | Ciclista                | Pos        |
| 21         | Laurens De Vreese (BEL) | 121.       |
| 22         | Jakob Fuglsang (DEN)    | 2.         |
| 23         | Jonas Gregaard (DEN)    | 79.        |
| 24         | Yevgeniy Gidich (KAZ)   | 107.       |
| 25         | Hugo Houle (CAN)        | 24.        |
| 26         | Ion Izagirre (ESP)      | 20.        |
| 27         | Yuriy Natarov (KAZ)     | 39.        |

| Bahrain McLaren TBM | Bahrain McLaren TBM     | Bahrain McLaren TBM |
| ------------------- | ----------------------- | ------------------- |
| Num                 | Ciclista                | Pos                 |
| 31                  | Phil Bauhaus (GER)      | 137.                |
| 32                  | Mark Cavendish (GBR)    | 137.                |
| 33                  | Heinrich Haussler (AUS) | 89.                 |
| 34                  | Mark Padun (UKR)        | 61.                 |
| 35                  | Wout Poels (NED)        | 35.                 |
| 36                  | Marcel Sieberg (GER)    | 120.                |
| 37                  | Fred Wright (GBR)       | 94.                 |

| Bora-Hansgrohe BOH | Bora-Hansgrohe BOH                    | Bora-Hansgrohe BOH |
| ------------------ | ------------------------------------- | ------------------ |
| Num                | Ciclista                              | Pos                |
| 41                 | Pascal Ackermann (GER)                | 104.               |
| 42                 | Maciej Bodnar (POL)                   | 117.               |
| 43                 | Patrick Konrad (AUT) (estrada)        | 21.                |
| 44                 | Rafał Majka (POL)                     | 4.                 |
| 45                 | Maximilian Schachmann (GER) (estrada) | 13.                |
| 46                 | Michaek Schwarzmann (GER)             | 108.               |
| 47                 | Rüdiger Selig (GER)                   | 111.               |

| CCC Team CCC | CCC Team CCC        | CCC Team CCC |
| ------------ | ------------------- | ------------ |
| Num          | Ciclista            | Pos          |
| 51           | Patrick Bevin (NZL) | 92.          |
| 52           | Simon Geschke (GER) | 23.          |
| 53           | Kamil Gradek (POL)  | 96.          |
| 54           | Kamil Małecki (POL) | 6.           |
| 55           | Szymon Sajnok (POL) | 112.         |
| 56           | Attila Valter (HUN) | 27.          |
| 57           | Ilnur Zakarin (RUS) | 32.          |

| Cofidis COF | Cofidis COF          | Cofidis COF |
| ----------- | -------------------- | ----------- |
| Num         | Ciclista             | Pos         |
| 61          | Piet Allegaert (BEL) | 86.         |
| 62          | Dimitri Claeys (BEL) | 51.         |
| 63          | Nathan Haas (AUS)    | 57.         |
| 64          | Jesper Hansen (DEN)  | 18.         |
| 65          | José Herrada (ESP)   | 33.         |
| 66          | Damien Touzé (FRA)   | NP-2        |
| 67          | Julien Vermote (BEL) | 75.         |

| Deceuninck-Quick Step DQT | Deceuninck-Quick Step DQT      | Deceuninck-Quick Step DQT |
| ------------------------- | ------------------------------ | ------------------------- |
| Num                       | Ciclista                       | Pos                       |
| 71                        | Davide Ballerini (ITA)         | 72.                       |
| 72                        | Mattia Cattaneo (ITA)          | 77.                       |
| 73                        | Dries Devenyns (BEL)           | 68.                       |
| 74                        | Remco Evenepoel (BEL)          | 1.                        |
| 75                        | Fabio Jakobsen (NED) (estrada) | NP-2                      |
| 76                        | James Knox (GBR)               | 87.                       |
| 77                        | Florian Sénéchal (FRA)         | 70.                       |

| EF Pro Cycling EF1 | EF Pro Cycling EF1        | EF Pro Cycling EF1 |
| ------------------ | ------------------------- | ------------------ |
| Num                | Ciclista                  | Pos                |
| 81                 | Moreno Hofland (NED)      | DNF-4              |
| 82                 | Sebastian Langeveld (NED) | 132.               |
| 83                 | Neilson Powless (USA)     | 25.                |
| 84                 | Jonas Rutsch (GER)        | 83.                |
| 85                 | Tom Scully (NZL)          | 105.               |
| 86                 | Julius van den Berg (NED) | DNF-3              |
| 87                 | James Whelan (AUS)        | 22.                |

| Groupama-FDJ GFC | Groupama-FDJ GFC      | Groupama-FDJ GFC |
| ---------------- | --------------------- | ---------------- |
| Num              | Ciclista              | Pos              |
| 91               | Mickaël Delage (FRA)  | DNF-3            |
| 92               | Olivier Le Gac (FRA)  | 44.              |
| 93               | Fabian Lienhard (SUI) | 74.              |
| 94               | Rudy Molard (FRA)     | 15.              |
| 95               | Anthony Roux (FRA)    | 34.              |
| 96               | Marc Sarreau (FRA)    | NP-2             |
| 97               | Benjamin Thomas (FRA) | 45.              |

| Israel Start-Up Nation ISN | Israel Start-Up Nation ISN | Israel Start-Up Nation ISN |
| -------------------------- | -------------------------- | -------------------------- |
| Num                        | Ciclista                   | Pos                        |
| 101                        | Rudy Barbier (FRA)         | 123.                       |
| 102                        | Jenthe Biermans (BEL)      | 41.                        |
| 103                        | Matthias Brändle (AUT)     | 133.                       |
| 104                        | Alexander Cataford (CAN)   | 42.                        |
| 105                        | James Piccoli (CAN)        | 40.                        |
| 106                        | Alexis Renard (FRA)        | 101.                       |
| 107                        | Norman Vahtra (EST)        | 128.                       |

| Mitchelton-Scott MTS | Mitchelton-Scott MTS | Mitchelton-Scott MTS |
| -------------------- | -------------------- | -------------------- |
| Num                  | Ciclista             | Pos                  |
| 111                  | Sam Bewley (NZL)     | 98.                  |
| 112                  | Esteban Chaves (COL) | 11.                  |
| 113                  | Daryl Impey (RSA)    | 90.                  |
| 114                  | Luka Mezgec (SLO)    | 56.                  |
| 115                  | Mikel Nieve (ESP)    | 9.                   |
| 116                  | Simon Yates (GBR)    | 3.                   |
| 117                  | Barnabás Peák (HUN)  | 109.                 |

| Movistar Team MOV | Movistar Team MOV      | Movistar Team MOV |
| ----------------- | ---------------------- | ----------------- |
| Num               | Ciclista               | Pos               |
| 121               | Jorge Arcas (ESP)      | 52.               |
| 122               | Imanol Erviti (ESP)    | 37.               |
| 123               | Lluís Mas (ESP)        | 43.               |
| 124               | Sebastián Mora (ESP)   | 106.              |
| 125               | Eduard Prades (ESP)    | NP-2              |
| 126               | Jürgen Roelandts (BEL) | DNF-4             |
| 127               | Albert Torres (ESP)    | 88.               |

| NTT Pro Cycling NTT | NTT Pro Cycling NTT       | NTT Pro Cycling NTT |
| ------------------- | ------------------------- | ------------------- |
| Num                 | Ciclista                  | Pos                 |
| 131                 | Ryan Gibbons (RSA)        | 54.                 |
| 132                 | Samuele Battistella (ITA) | 103.                |
| 133                 | Stefan de Bod (RSA)       | 60.                 |
| 134                 | Enrico Gasparotto (SUI)   | 82.                 |
| 135                 | Benjamin King (USA)       | 55.                 |
| 136                 | Gino Mäder (SUI)          | 91.                 |
| 137                 | Dylan Sunderland (AUS)    | 130.                |

| Lotto-Soudal LTS | Lotto-Soudal LTS        | Lotto-Soudal LTS |
| ---------------- | ----------------------- | ---------------- |
| Num              | Ciclista                | Pos              |
| 141              | Steff Cras (BEL)        | 30.              |
| 142              | Thomas De Gendt (BEL)   | 119.             |
| 144              | John Degenkolb (GER)    | 93.              |
| 145              | Jonathan Dibben (GBR)   | 135.             |
| 146              | Roger Kluge (GER)       | 124.             |
| 147              | Tomasz Marczyński (POL) | DNF-4            |
| 148              | Tim Wellens (BEL)       | 12.              |

| Jumbo-Visma TJV | Jumbo-Visma TJV           | Jumbo-Visma TJV |
| --------------- | ------------------------- | --------------- |
| Num             | Ciclista                  | Pos             |
| 151             | Dylan Groenewegen (NED)   | DQ-1            |
| 152             | Tobias Foss (NOR)         | 19.             |
| 153             | Chris Harper (AUS)        | 58.             |
| 154             | Christoph Pfingsten (GER) | 64.             |
| 155             | Jonas Vingegaard (DEN)    | 8.              |
| 156             | Jos van Emden (NED)       | 85.             |
| 157             | Taco van der Hoorn (NED)  | 80.             |

| Team Sunweb SUN | Team Sunweb SUN       | Team Sunweb SUN |
| --------------- | --------------------- | --------------- |
| Num             | Ciclista              | Pos             |
| 161             | Alberto Dainese (ITA) | 118.            |
| 162             | Nils Eekhoff (NED)    | 126.            |
| 163             | Chris Hamilton (AUS)  | 17.             |
| 164             | Jai Hindley (AUS)     | 14.             |
| 165             | Wilco Kelderman (NED) | 7.              |
| 166             | Casper Pedersen (DEN) | 29.             |
| 167             | Florian Stork (GER)   | 46.             |

| Trek-Segafredo TFS | Trek-Segafredo TFS            | Trek-Segafredo TFS |
| ------------------ | ----------------------------- | ------------------ |
| Num                | Ciclista                      | Pos                |
| 171                | Alex Kirsch (LUX)             | 113.               |
| 172                | Emīls Liepiņš (LAT)           | 114.               |
| 173                | Ryan Mullen (IRL)             | 102.               |
| 174                | Mads Pedersen (DEN) (estrada) | 131.               |
| 175                | Quinn Simmons (USA)           | 16.                |
| 176                | Jasper Stuyven (BEL)          | 48.                |
| 177                | Edward Theuns (BEL)           | 62.                |

| UAE Team Emirates UAD | UAE Team Emirates UAD       | UAE Team Emirates UAD |
| --------------------- | --------------------------- | --------------------- |
| Num                   | Ciclista                    | Pos                   |
| 181                   | Rui Costa (POR)             | 10.                   |
| 182                   | Brandon McNulty (USA)       | 53.                   |
| 183                   | Juan Sebastián Molano (COL) | 129.                  |
| 184                   | Ivo Oliveira (POR)          | NP-5                  |
| 185                   | Rui Oliveira (POR)          | 122.                  |
| 186                   | Jasper Philipsen (BEL)      | 65.                   |
| 187                   | Diego Ulissi (ITA)          | 5.                    |

| Gazprom-RusVelo GAZ | Gazprom-RusVelo GAZ      | Gazprom-RusVelo GAZ |
| ------------------- | ------------------------ | ------------------- |
| Num                 | Ciclista                 | Pos                 |
| 191                 | Serguei Chernetski (RUS) | 28.                 |
| 192                 | Nicolai Cherkasov (RUS)  | 59.                 |
| 193                 | Denis Nekrasov (RUS)     | 71.                 |
| 194                 | Artem Nych (RUS)         | 50.                 |
| 195                 | Ivan Rovny (RUS)         | 49.                 |
| 196                 | Petr Rikunov (RUS)       | 95.                 |
| 197                 | Christian Scaroni (ITA)  | 116.                |

| Team Novo Nordisk TNN | Team Novo Nordisk TNN | Team Novo Nordisk TNN |
| --------------------- | --------------------- | --------------------- |
| Num                   | Ciclista              | Pos                   |
| 201                   | Sam Brand (GBR)       | 115.                  |
| 202                   | Brian Kamstra (NED)   | DNF-3                 |
| 203                   | Péter Kusztor (HUN)   | 99.                   |
| 204                   | David Lozano (ESP)    | 97.                   |
| 205                   | Andrea Peron (ITA)    | DNF-3                 |
| 206                   | Charles Planet (FRA)  | 81.                   |
| 207                   | Umberto Poli (ITA)    | 138.                  |

| Polónia POL | Polónia POL              | Polónia POL |
| ----------- | ------------------------ | ----------- |
| Num         | Ciclista                 | Pos         |
| 211         | Adrian Banaszek          | 125.        |
| 212         | Alan Banaszek            | 136.        |
| 213         | Paweł Bernas             | 67.         |
| 214         | Piotr Brożyna            | 31.         |
| 215         | Przemysław Kasperkiewicz | 127.        |
| 216         | Maciej Paterski          | 100.        |
| 217         | Patryk Stosz             | 84.         |

| Team Ineos INS | Team Ineos INS        | Team Ineos INS |
| -------------- | --------------------- | -------------- |
| Num            | Ciclista              | Pos            |
| 1              | Richard Carapaz (ECU) | NP-5           |
| 2              | Rohan Dennis (AUS)    | 78.            |
| 3              | Owain Doull (GBR)     | 47.            |
| 4              | Edward Dunbar (IRL)   | 26.            |
| 5              | Michał Gołaś (POL)    | 76.            |
| 6              | Luke Rowe (GBR)       | 63.            |
| 7              | Ian Stannard (GBR)    | DNF-4          |

| AG2R La Mondiale ALM | AG2R La Mondiale ALM    | AG2R La Mondiale ALM |
| -------------------- | ----------------------- | -------------------- |
| Num                  | Ciclista                | Pos                  |
| 11                   | Geoffrey Bouchard (FRA) | 36.                  |
| 12                   | Axel Domont (FRA)       | 69.                  |
| 13                   | Ben Gastauer (LUX)      | 38.                  |
| 14                   | Dorian Godon (FRA)      | 73.                  |
| 15                   | Alexis Gougeard (FRA)   | 66.                  |
| 16                   | Quentin Jauregui (FRA)  | DNF-3                |
| 17                   | Harry Tanfield (GBR)    | 134.                 |

| Astana AST | Astana AST              | Astana AST |
| ---------- | ----------------------- | ---------- |
| Num        | Ciclista                | Pos        |
| 21         | Laurens De Vreese (BEL) | 121.       |
| 22         | Jakob Fuglsang (DEN)    | 2.         |
| 23         | Jonas Gregaard (DEN)    | 79.        |
| 24         | Yevgeniy Gidich (KAZ)   | 107.       |
| 25         | Hugo Houle (CAN)        | 24.        |
| 26         | Ion Izagirre (ESP)      | 20.        |
| 27         | Yuriy Natarov (KAZ)     | 39.        |

| Bahrain McLaren TBM | Bahrain McLaren TBM     | Bahrain McLaren TBM |
| ------------------- | ----------------------- | ------------------- |
| Num                 | Ciclista                | Pos                 |
| 31                  | Phil Bauhaus (GER)      | 137.                |
| 32                  | Mark Cavendish (GBR)    | 137.                |
| 33                  | Heinrich Haussler (AUS) | 89.                 |
| 34                  | Mark Padun (UKR)        | 61.                 |
| 35                  | Wout Poels (NED)        | 35.                 |
| 36                  | Marcel Sieberg (GER)    | 120.                |
| 37                  | Fred Wright (GBR)       | 94.                 |

| Bora-Hansgrohe BOH | Bora-Hansgrohe BOH                    | Bora-Hansgrohe BOH |
| ------------------ | ------------------------------------- | ------------------ |
| Num                | Ciclista                              | Pos                |
| 41                 | Pascal Ackermann (GER)                | 104.               |
| 42                 | Maciej Bodnar (POL)                   | 117.               |
| 43                 | Patrick Konrad (AUT) (estrada)        | 21.                |
| 44                 | Rafał Majka (POL)                     | 4.                 |
| 45                 | Maximilian Schachmann (GER) (estrada) | 13.                |
| 46                 | Michaek Schwarzmann (GER)             | 108.               |
| 47                 | Rüdiger Selig (GER)                   | 111.               |

| CCC Team CCC | CCC Team CCC        | CCC Team CCC |
| ------------ | ------------------- | ------------ |
| Num          | Ciclista            | Pos          |
| 51           | Patrick Bevin (NZL) | 92.          |
| 52           | Simon Geschke (GER) | 23.          |
| 53           | Kamil Gradek (POL)  | 96.          |
| 54           | Kamil Małecki (POL) | 6.           |
| 55           | Szymon Sajnok (POL) | 112.         |
| 56           | Attila Valter (HUN) | 27.          |
| 57           | Ilnur Zakarin (RUS) | 32.          |

| Cofidis COF | Cofidis COF          | Cofidis COF |
| ----------- | -------------------- | ----------- |
| Num         | Ciclista             | Pos         |
| 61          | Piet Allegaert (BEL) | 86.         |
| 62          | Dimitri Claeys (BEL) | 51.         |
| 63          | Nathan Haas (AUS)    | 57.         |
| 64          | Jesper Hansen (DEN)  | 18.         |
| 65          | José Herrada (ESP)   | 33.         |
| 66          | Damien Touzé (FRA)   | NP-2        |
| 67          | Julien Vermote (BEL) | 75.         |

| Deceuninck-Quick Step DQT | Deceuninck-Quick Step DQT      | Deceuninck-Quick Step DQT |
| ------------------------- | ------------------------------ | ------------------------- |
| Num                       | Ciclista                       | Pos                       |
| 71                        | Davide Ballerini (ITA)         | 72.                       |
| 72                        | Mattia Cattaneo (ITA)          | 77.                       |
| 73                        | Dries Devenyns (BEL)           | 68.                       |
| 74                        | Remco Evenepoel (BEL)          | 1.                        |
| 75                        | Fabio Jakobsen (NED) (estrada) | NP-2                      |
| 76                        | James Knox (GBR)               | 87.                       |
| 77                        | Florian Sénéchal (FRA)         | 70.                       |

| EF Pro Cycling EF1 | EF Pro Cycling EF1        | EF Pro Cycling EF1 |
| ------------------ | ------------------------- | ------------------ |
| Num                | Ciclista                  | Pos                |
| 81                 | Moreno Hofland (NED)      | DNF-4              |
| 82                 | Sebastian Langeveld (NED) | 132.               |
| 83                 | Neilson Powless (USA)     | 25.                |
| 84                 | Jonas Rutsch (GER)        | 83.                |
| 85                 | Tom Scully (NZL)          | 105.               |
| 86                 | Julius van den Berg (NED) | DNF-3              |
| 87                 | James Whelan (AUS)        | 22.                |

| Groupama-FDJ GFC | Groupama-FDJ GFC      | Groupama-FDJ GFC |
| ---------------- | --------------------- | ---------------- |
| Num              | Ciclista              | Pos              |
| 91               | Mickaël Delage (FRA)  | DNF-3            |
| 92               | Olivier Le Gac (FRA)  | 44.              |
| 93               | Fabian Lienhard (SUI) | 74.              |
| 94               | Rudy Molard (FRA)     | 15.              |
| 95               | Anthony Roux (FRA)    | 34.              |
| 96               | Marc Sarreau (FRA)    | NP-2             |
| 97               | Benjamin Thomas (FRA) | 45.              |

| Israel Start-Up Nation ISN | Israel Start-Up Nation ISN | Israel Start-Up Nation ISN |
| -------------------------- | -------------------------- | -------------------------- |
| Num                        | Ciclista                   | Pos                        |
| 101                        | Rudy Barbier (FRA)         | 123.                       |
| 102                        | Jenthe Biermans (BEL)      | 41.                        |
| 103                        | Matthias Brändle (AUT)     | 133.                       |
| 104                        | Alexander Cataford (CAN)   | 42.                        |
| 105                        | James Piccoli (CAN)        | 40.                        |
| 106                        | Alexis Renard (FRA)        | 101.                       |
| 107                        | Norman Vahtra (EST)        | 128.                       |

| Mitchelton-Scott MTS | Mitchelton-Scott MTS | Mitchelton-Scott MTS |
| -------------------- | -------------------- | -------------------- |
| Num                  | Ciclista             | Pos                  |
| 111                  | Sam Bewley (NZL)     | 98.                  |
| 112                  | Esteban Chaves (COL) | 11.                  |
| 113                  | Daryl Impey (RSA)    | 90.                  |
| 114                  | Luka Mezgec (SLO)    | 56.                  |
| 115                  | Mikel Nieve (ESP)    | 9.                   |
| 116                  | Simon Yates (GBR)    | 3.                   |
| 117                  | Barnabás Peák (HUN)  | 109.                 |

| Movistar Team MOV | Movistar Team MOV      | Movistar Team MOV |
| ----------------- | ---------------------- | ----------------- |
| Num               | Ciclista               | Pos               |
| 121               | Jorge Arcas (ESP)      | 52.               |
| 122               | Imanol Erviti (ESP)    | 37.               |
| 123               | Lluís Mas (ESP)        | 43.               |
| 124               | Sebastián Mora (ESP)   | 106.              |
| 125               | Eduard Prades (ESP)    | NP-2              |
| 126               | Jürgen Roelandts (BEL) | DNF-4             |
| 127               | Albert Torres (ESP)    | 88.               |

| NTT Pro Cycling NTT | NTT Pro Cycling NTT       | NTT Pro Cycling NTT |
| ------------------- | ------------------------- | ------------------- |
| Num                 | Ciclista                  | Pos                 |
| 131                 | Ryan Gibbons (RSA)        | 54.                 |
| 132                 | Samuele Battistella (ITA) | 103.                |
| 133                 | Stefan de Bod (RSA)       | 60.                 |
| 134                 | Enrico Gasparotto (SUI)   | 82.                 |
| 135                 | Benjamin King (USA)       | 55.                 |
| 136                 | Gino Mäder (SUI)          | 91.                 |
| 137                 | Dylan Sunderland (AUS)    | 130.                |

| Lotto-Soudal LTS | Lotto-Soudal LTS        | Lotto-Soudal LTS |
| ---------------- | ----------------------- | ---------------- |
| Num              | Ciclista                | Pos              |
| 141              | Steff Cras (BEL)        | 30.              |
| 142              | Thomas De Gendt (BEL)   | 119.             |
| 144              | John Degenkolb (GER)    | 93.              |
| 145              | Jonathan Dibben (GBR)   | 135.             |
| 146              | Roger Kluge (GER)       | 124.             |
| 147              | Tomasz Marczyński (POL) | DNF-4            |
| 148              | Tim Wellens (BEL)       | 12.              |

| Jumbo-Visma TJV | Jumbo-Visma TJV           | Jumbo-Visma TJV |
| --------------- | ------------------------- | --------------- |
| Num             | Ciclista                  | Pos             |
| 151             | Dylan Groenewegen (NED)   | DQ-1            |
| 152             | Tobias Foss (NOR)         | 19.             |
| 153             | Chris Harper (AUS)        | 58.             |
| 154             | Christoph Pfingsten (GER) | 64.             |
| 155             | Jonas Vingegaard (DEN)    | 8.              |
| 156             | Jos van Emden (NED)       | 85.             |
| 157             | Taco van der Hoorn (NED)  | 80.             |

| Team Sunweb SUN | Team Sunweb SUN       | Team Sunweb SUN |
| --------------- | --------------------- | --------------- |
| Num             | Ciclista              | Pos             |
| 161             | Alberto Dainese (ITA) | 118.            |
| 162             | Nils Eekhoff (NED)    | 126.            |
| 163             | Chris Hamilton (AUS)  | 17.             |
| 164             | Jai Hindley (AUS)     | 14.             |
| 165             | Wilco Kelderman (NED) | 7.              |
| 166             | Casper Pedersen (DEN) | 29.             |
| 167             | Florian Stork (GER)   | 46.             |

| Trek-Segafredo TFS | Trek-Segafredo TFS            | Trek-Segafredo TFS |
| ------------------ | ----------------------------- | ------------------ |
| Num                | Ciclista                      | Pos                |
| 171                | Alex Kirsch (LUX)             | 113.               |
| 172                | Emīls Liepiņš (LAT)           | 114.               |
| 173                | Ryan Mullen (IRL)             | 102.               |
| 174                | Mads Pedersen (DEN) (estrada) | 131.               |
| 175                | Quinn Simmons (USA)           | 16.                |
| 176                | Jasper Stuyven (BEL)          | 48.                |
| 177                | Edward Theuns (BEL)           | 62.                |

| UAE Team Emirates UAD | UAE Team Emirates UAD       | UAE Team Emirates UAD |
| --------------------- | --------------------------- | --------------------- |
| Num                   | Ciclista                    | Pos                   |
| 181                   | Rui Costa (POR)             | 10.                   |
| 182                   | Brandon McNulty (USA)       | 53.                   |
| 183                   | Juan Sebastián Molano (COL) | 129.                  |
| 184                   | Ivo Oliveira (POR)          | NP-5                  |
| 185                   | Rui Oliveira (POR)          | 122.                  |
| 186                   | Jasper Philipsen (BEL)      | 65.                   |
| 187                   | Diego Ulissi (ITA)          | 5.                    |

| Gazprom-RusVelo GAZ | Gazprom-RusVelo GAZ      | Gazprom-RusVelo GAZ |
| ------------------- | ------------------------ | ------------------- |
| Num                 | Ciclista                 | Pos                 |
| 191                 | Serguei Chernetski (RUS) | 28.                 |
| 192                 | Nicolai Cherkasov (RUS)  | 59.                 |
| 193                 | Denis Nekrasov (RUS)     | 71.                 |
| 194                 | Artem Nych (RUS)         | 50.                 |
| 195                 | Ivan Rovny (RUS)         | 49.                 |
| 196                 | Petr Rikunov (RUS)       | 95.                 |
| 197                 | Christian Scaroni (ITA)  | 116.                |

| Team Novo Nordisk TNN | Team Novo Nordisk TNN | Team Novo Nordisk TNN |
| --------------------- | --------------------- | --------------------- |
| Num                   | Ciclista              | Pos                   |
| 201                   | Sam Brand (GBR)       | 115.                  |
| 202                   | Brian Kamstra (NED)   | DNF-3                 |
| 203                   | Péter Kusztor (HUN)   | 99.                   |
| 204                   | David Lozano (ESP)    | 97.                   |
| 205                   | Andrea Peron (ITA)    | DNF-3                 |
| 206                   | Charles Planet (FRA)  | 81.                   |
| 207                   | Umberto Poli (ITA)    | 138.                  |

| Polónia POL | Polónia POL              | Polónia POL |
| ----------- | ------------------------ | ----------- |
| Num         | Ciclista                 | Pos         |
| 211         | Adrian Banaszek          | 125.        |
| 212         | Alan Banaszek            | 136.        |
| 213         | Paweł Bernas             | 67.         |
| 214         | Piotr Brożyna            | 31.         |
| 215         | Przemysław Kasperkiewicz | 127.        |
| 216         | Maciej Paterski          | 100.        |
| 217         | Patryk Stosz             | 84.         |

Convenções:
- AB-N: Abandono na etapa N
- FLT-N: Retiro por chegada fora do limite de tempo na etapa N
- NTS-N: Não tomou a saída para a etapa N
- DES-N: Desclassificado ou expulsado na etapa N

## UCI World Ranking
O Tour da Polónia outorgou pontos para o UCI World Ranking para corredores das equipas nas categorias UCI WorldTeam, UCI ProTeam e Continental. As seguintes tabelas são o barómetro de pontuação e os 10 corredores que obtiveram mais pontos:
| Posição             | 1.º | 2.º | 3.º | 4.º | 5.º | 6.º | 7.º | 8.º | 9.º | 10.º | 11.º | 12.º | 13.º | 14.º | 15.º | 16.º-20.º | 21.º-30.º | 31.º-50.º | 51.º-55.º | 56.º-60.º |
| Classificação geral | 400 | 320 | 260 | 220 | 180 | 140 | 120 | 100 | 80  | 68   | 56   | 48   | 40   | 32   | 28   | 24        | 16        | 8         | 4         | 2         |
| Por etapa           | 50  | 20  | 8   |     |     |     |     |     |     |      |      |      |      |      |      |           |           |           |           |           |
| Líder               | 8   |     |     |     |     |     |     |     |     |      |      |      |      |      |      |           |           |           |           |           |

| Classificação |                  |                       |       |       |       |       |
| Ciclista      | Ciclista         | Equipo                | Geral | Etapa | Líder | Total |
| ------------- | ---------------- | --------------------- | ----- | ----- | ----- | ----- |
| 1.º           | Remco Evenepoel  | Deceuninck-Quick Step | 400   | 50    | 8     | 458   |
| 2.º           | Jakob Fuglsang   | Astana                | 320   | 20    | -     | 340   |
| 3.º           | Simon Yates      | Mitchelton-Scott      | 260   | 8     | -     | 268   |
| 4.º           | Rafał Majka      | Bora-Hansgrohe        | 220   | -     | -     | 220   |
| 5.º           | Diego Ulissi     | UAE Emirates          | 180   | 20    | -     | 200   |
| 6.º           | Kamil Małecki    | CCC                   | 140   | -     | -     | 140   |
| 7.º           | Wilco Kelderman  | Sunweb                | 120   | -     | -     | 120   |
| 8.º           | Jonas Vingegaard | Jumbo-Visma           | 100   | -     | -     | 100   |
| 9.º           | Mikel Nieve      | Mitchelton-Scott      | 80    | -     | -     | 80    |
| 10.º          | Rui Costa        | UAE Emirates          | 68    | -     | -     | 68    |